# Anthony Reed
Anthony Lavell Reed (Monroe, 3 gennaio 1971) è un ex cestista statunitense, professionista in Croazia, Italia, Spagna, Slovenia, Venezuela e Giappone.

## Carriera
Scelto dai Chicago Bulls nel draft del 1993, Reed non calca, però, alcun parquet della NBA nella sua carriera, rivelandosi, anzi, un autentico giramondo. Termina la propria carriera in Giappone, nei Mitsubishi Diamond Dolphins.

## Palmarès
- Coppa di Slovenia: 1

Union Olimpija: 1995